# Trochalus exasperans
Trochalus exasperans är en skalbaggsart som beskrevs av Louis Albert Péringuey 1904. Trochalus exasperans ingår i släktet Trochalus och familjen Melolonthidae. Inga underarter finns listade i Catalogue of Life.